# Festival de Eurovisión de Jóvenes Bailarines 2005
La XI edición del Festival de Eurovisión de Jóvenes Bailarines se celebró en el Teatro Nacional de Varsovia (Polonia) el 24 de junio de 2005.
En esta edición se cambió el formato de selección de países para la final, ya que la semifinal fue sustituida por una semana de clases magistrales de danza donde los bailarines tuvieron la gran oportunidad de trabajar individualmente o en grupos con algunos de los mejores maestros de danza de todo el mundo. Florence Clerc, Irek Mukhamedow, Christopher Bruce y Piotr Nardelli fueron los maestros de danza seleccionados para trabajar con los participantes y elegir a los 10 finalistas.
3 países de los 10 participantes fueron descalificados y no obtuvieron el pase a la final para poder competir en el certamen. Estos países fueron Chipre, Noruega y Eslovenia.
Después de esta edición, las dos siguientes que debían ser en 2007 y 2009, fueron sustituidas por el Festival de Baile de Eurovisión que se celebró en 2007 y 2008. Tras el bajo interés en participar en este nuevo certamen, en 2011, volvió a celebrarse el Festival de Eurovisión de Jóvenes Bailarines.

## Jurado
Los miembros del jurado de esta edición fueron:
- Maya Plisetskaya
- Gigi Caciuleanu
- Krysztof Pastor
- Jorma Uotinen
- Emil Wesolowski
- Irek Mukhamedow: Es el presidente del jurado y fue el encargado de elegir al ganador.

## Participantes y Clasificación
A continuación se muestra al ganador, el segundo y tercer puesto y resto de participantes de esta edición:
| Premio | País y TV          | Representante                    |
| ------ | ------------------ | -------------------------------- |
| 1      | Países Bajos NPS   | Milou Nuyens                     |
| 2      | Polonia TVP        | Elena Karpuhina & Michał Wylot   |
| 3      | Bélgica RTBF       | Marjorie Lenain                  |
| -      | República Checa ČT | Šárka Faberová & Pavel Povrazník |
| -      | Finlandia YLE      | Riku Lehtopolku & Mikko Lampinen |
| -      | Grecia ERT         | Eleana Andreoudi                 |
| -      | Letonia LTV        | Sabine Guravska                  |
| -      | Rumania TVR        | Robert Stefan Enache             |
| -      | Suecia SVT         | Danielle Rosengren               |
| -      | Reino Unido BBC    | Alex Jones                       |

## Predecesor y sucesor
| Predecesor: Ámsterdam 2003 | Festival de Eurovisión de Jóvenes Bailarines Varsovia 2005 | Sucesor: Oslo 2011 |